# Tibet

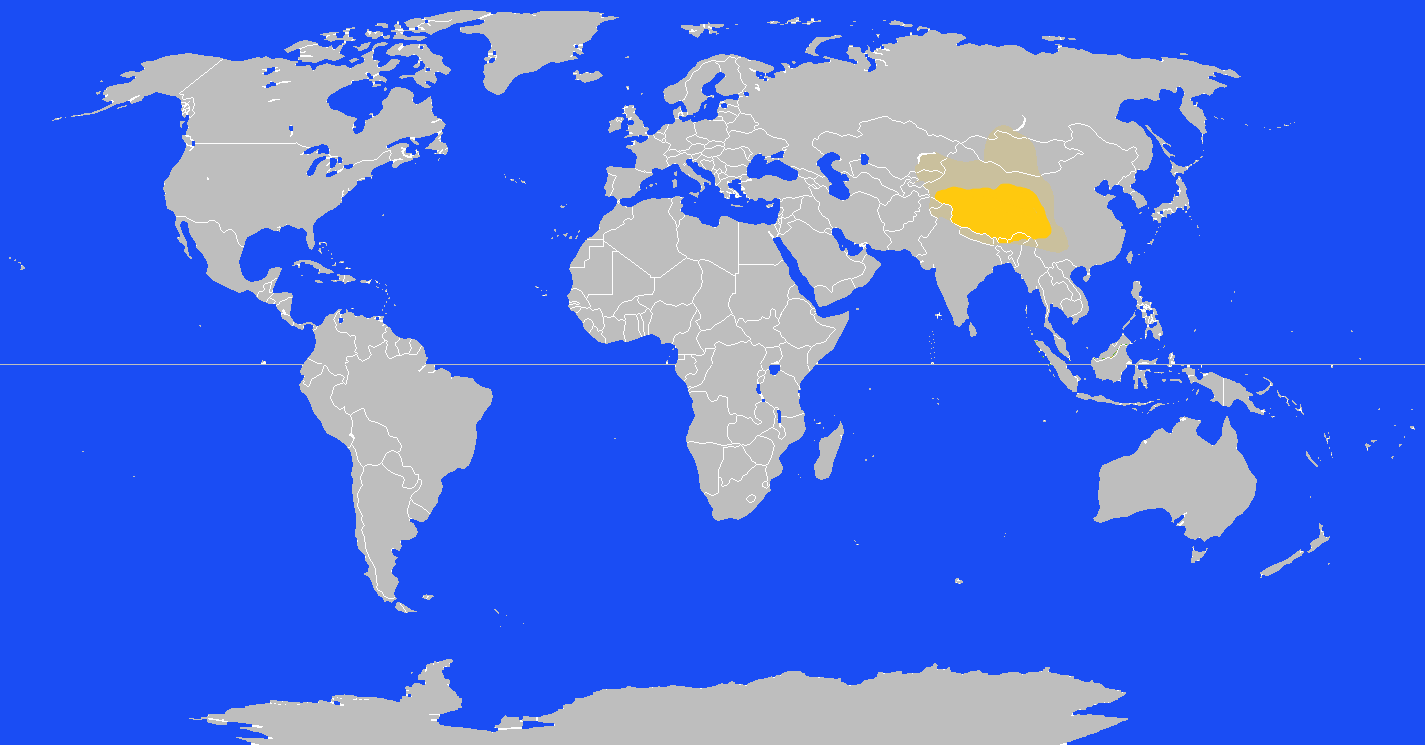
Poziția Tibetului pe harta lumii

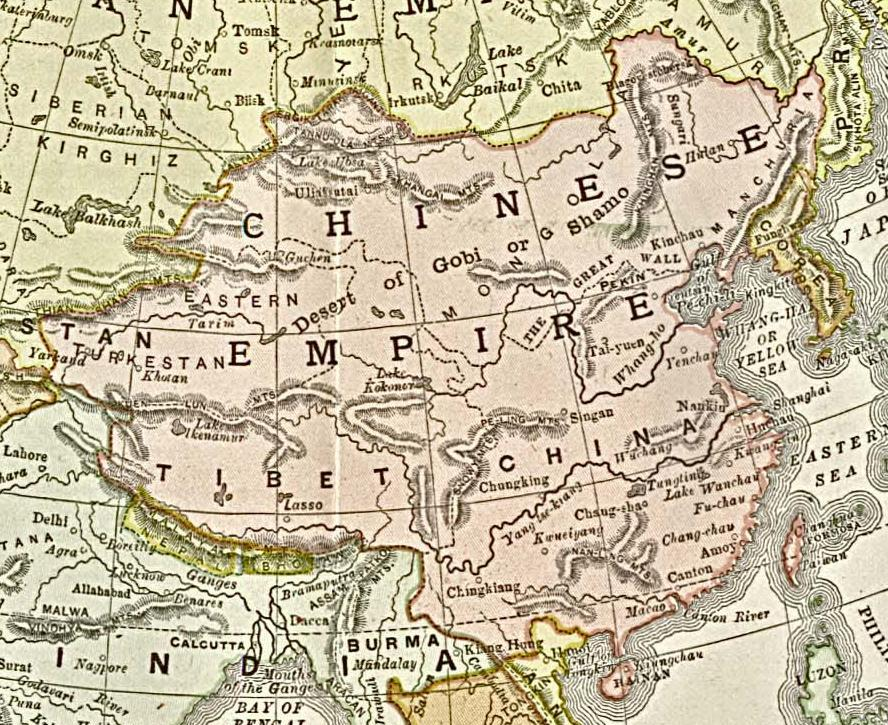
Tibetul la 1892, în timpul dinastiei Qing

Emblema Statului Tibet

Steagul Statului Tibet

Tibetul este un podiș în Asia, la nord-est de Himalaya. Acesta este patria tradițională a poporului tibetan și al altor câteva grupuri etnice, cum ar fi Monpas, Qiang și Lhobas, iar acum este, de asemenea, locuită de un număr considerabil de etnici Han și Hui. Tibetul este regiunea populată aflată la cea mai mare altitudine; 4 900 m. Înainte de 1950 era o entitate, având o cultură și religie budistă proprie, dorind să stea izolată de restul lumii. Este înconjurată de munții Kunlun și Himalaya. La granița cu Nepalul se află Everestul. Tibetul s-a dezvoltat ca un regat budist puternic în sec. VII-VIII e.n. A fost condus de mongoli în sec. XIII și de dinastia Manchu din sec. XVIII. După Revoluția Chineză din 1911-1912 a devenit regiune independentă aflată sub influența britanică. Comuniștii chinezi au invadat și ocupat regiunea în 1950. În 1965 a devenit oficial regiune autonomă în cadrul Chinei comuniste.

## Geografie
Întinzându-se de la est la vest pe o distanță de circa 2.400 km, iar de la nord la sud pe circa 1.000 km, podișul Tibet este situat între longitudinile 78°24' și 104°47' Est și latitudinile 26°2' și 40°3' Nord, în inima continentului asiatic. Este o regiune gigantică de circa 2,5 milioane de km², adică de circa 10 ori mai întinsă decât România. Altitudinea medie a regiunii este de peste 4.200 m, asemănătoare cu a celor mai înalți munți.
Este vorba despre «Acoperișul lumii», Podișul Tibetan, cel mai mare podiș din lume, mărginit de trei lanțuri de munți gigantice: Kunlun Shan (Kunlun), lanțul Himalaya și Karakoram sau Karakorum, care constituie, de altfel, frontierele sale naturale.

## Climă

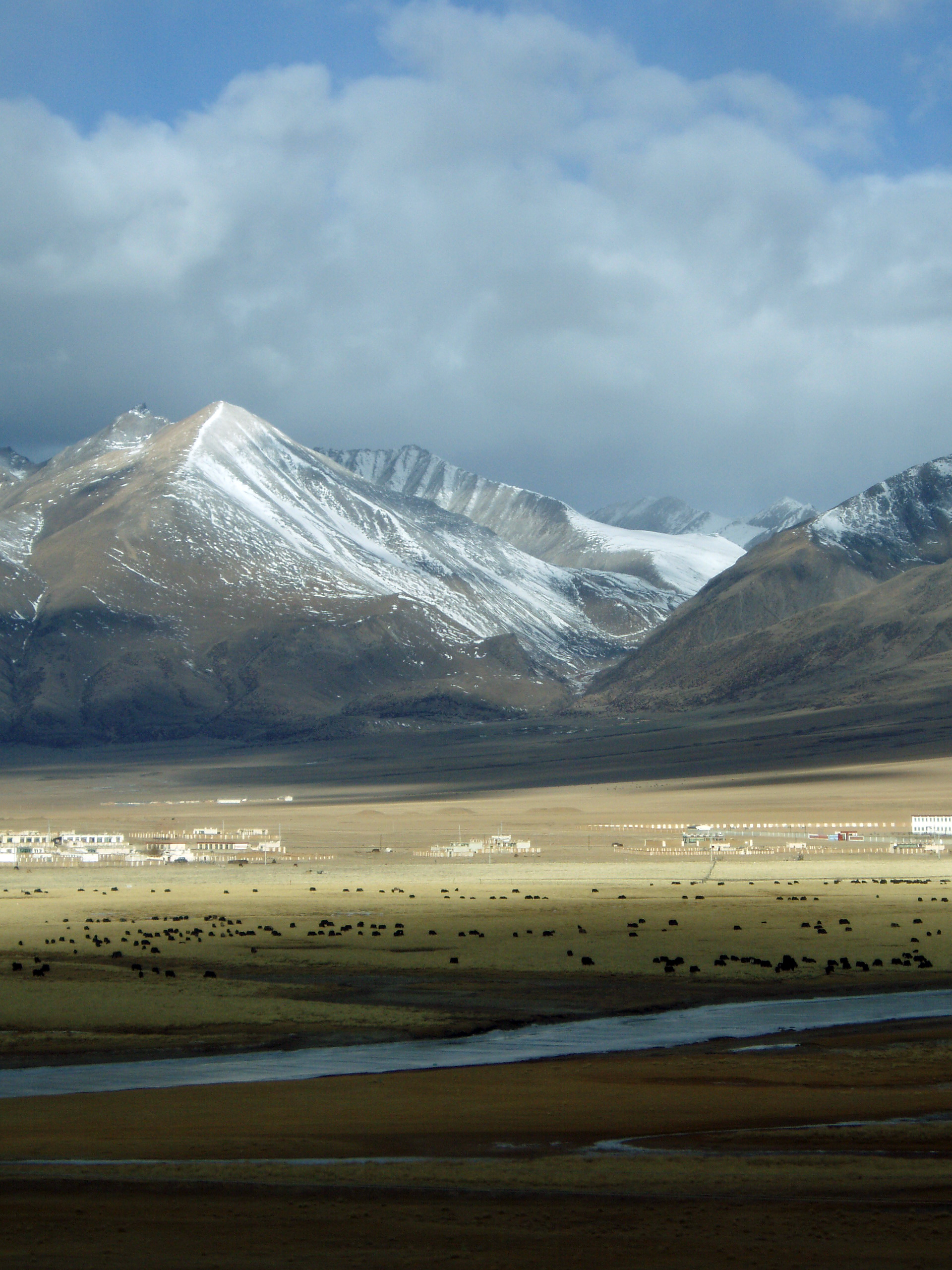
Nori deasupra Tibetului

Tibetul are o climă continentală, rece și uscată. În mod paradoxal, temperatura medie anuală este mai mare decât cea a atmosferei la o altitudine echivalentă. Diferențele de temperatură dintre partea de sud a Tibetului și de nord sunt considerabile. Clima este mai plăcută în câmpiile de sud-est unde se află și principalele orașe Lhasa, Gyantse și Shigatse. Lhasa are o temperatură medie anuală de 8 °C, Shigatse 6,5 °C, în timp ce în nordul platoului tibetan temperatura medie anuală este de sub 0 °C. Schimbările de temperatură sunt destul de bruște pe platoul tibetan: de la soare și căldură, temperatura poate scadea brusc câteva zeci de grade, în cazul în care norii acoperă cerul. Condițiile climatice, de asemenea, variază foarte mult între zi și noapte.

## Istorie

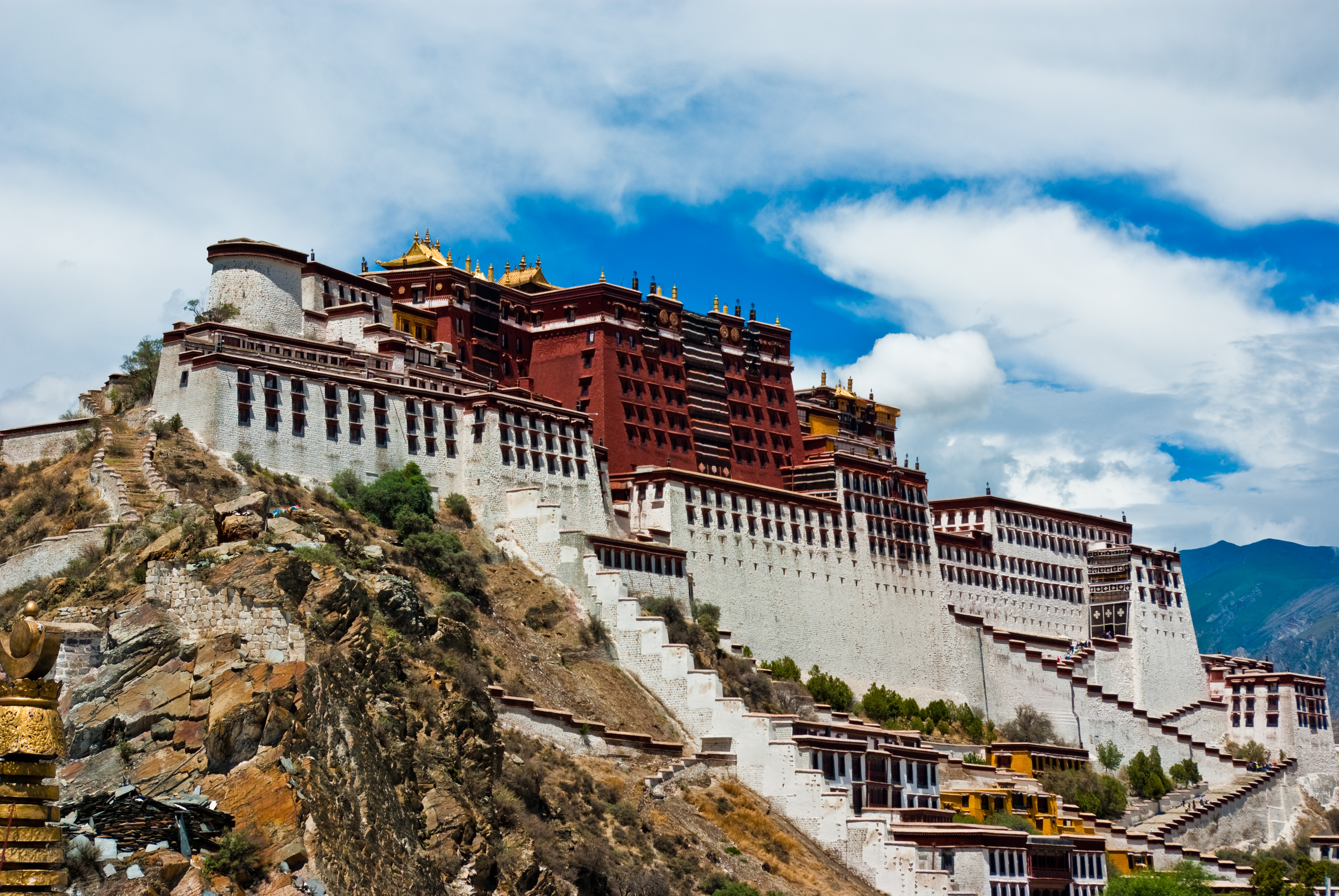
Palatul Potala

Aflat între trei mari civilizații, indiană și nepaleză la sud și chineză la nord, Tibetul a beneficiat însă de lungi perioade de izolare datorită situației sale geografice, despărțită fiind de vecinii săi prin Himalaya la sud și Kunlun la nord. Dar această istorie aparent liniștită este presărată cu dese episoade turbulente.
Platoul Tibetan era locuit încă de acum 21 000 de ani. Această populație a fost în mare parte înlocuită în jurul anului 1 000 î.e.n. de către de imigranți neolitici din nordul Chinei. Totuși, există o "continuitate parțială genetică între locuitorii paleolitici și populațiile contemporane tibetane".
Istoria Tibetului anterioară secolului al VI-lea este puțin cunoscută și se bazează, în general, pe tradiții orale și de multe ori se confundă cu elemente mitologice. Astfel, conform tradiției Avalokitesvara, Bodhisattva al Compasiunii, încarnat într-o maimuță, a fertilizat un demon, iar din unirea lor s-au născut șase membri fondatori ai triburilor importante din Tibet.